# Anund
Anund, auch Bröt-Anund (* 7. Jahrhundert; † 7. Jahrhundert), war ein schwedischer Sagenkönig aus dem Haus Ingling aus dem 7. Jahrhundert.

## Biografie

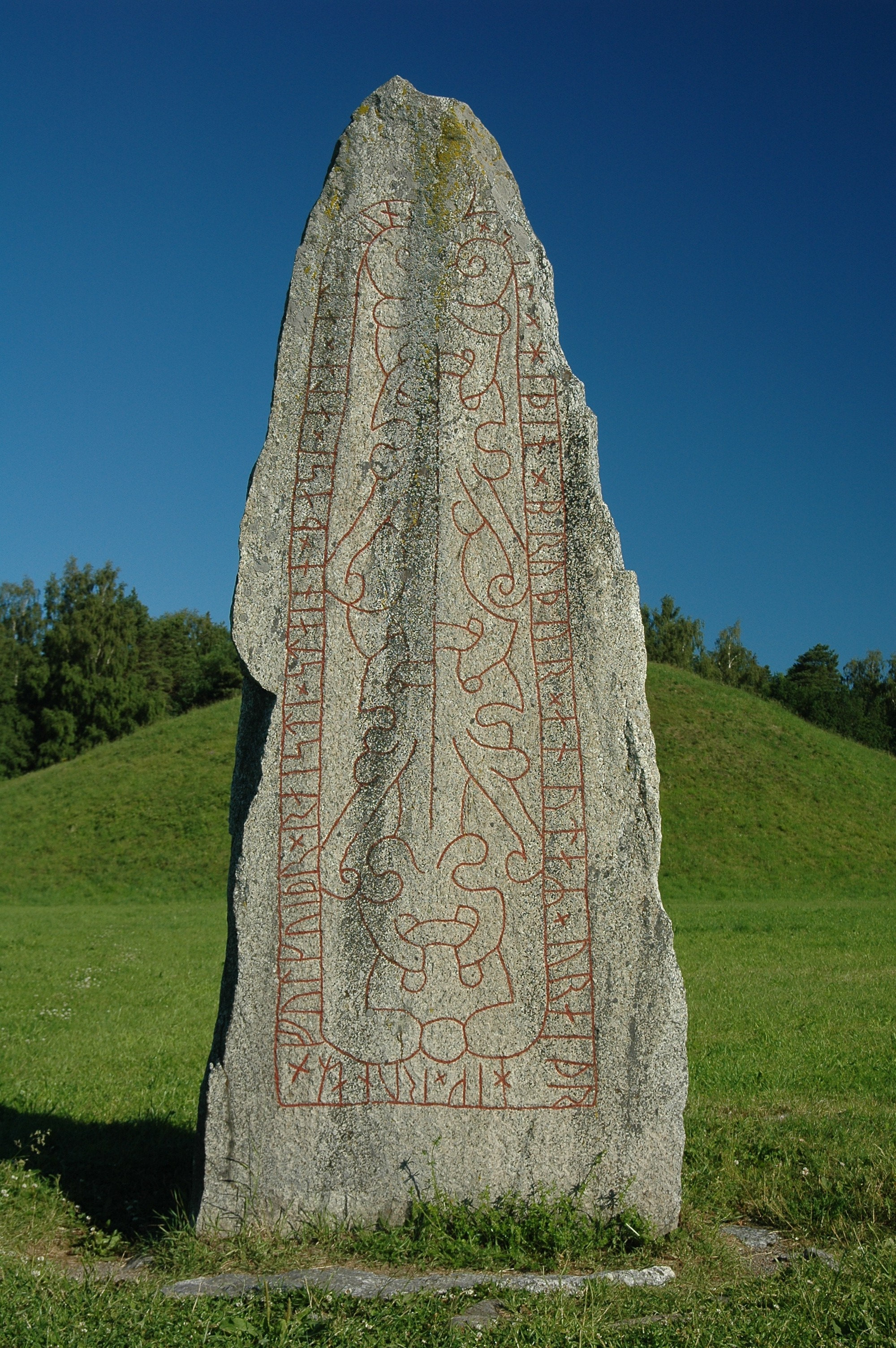
Anundshög hinter einem Runenstein

Anund (für Landroder, Landgewinner) oder Bröt-Anund (alt ostnordisch für Pionier) oder Braut-Önundr (alt westnordisch) regierte in der Mitte des 7. Jahrhunderts.
In der Ynglingasaga erzählt Snorri Sturluson, dass Anund seinem Vater König Ingvar Harra folgte, der in einer Schlacht zwischen dänischen und estländischen Wikingern fiel. Danach herrschte Friede in Schweden. Anund war populär und reich aufgrund des Friedens und der reichen Ernten. Er rächte den Tod seines Vaters in Estland, verwüstete das Land und kehrte im Herbst mit vielen Schätzen zurück. Er ließ Land roden, Straßen bauen und große Landesteile besiedeln. Deshalb wurde er Bröt-Anund (also Pionier) genannt. In jedem Landesteil baute er für sich einen Bauernhof und hielt sich als Gast in vielen Häusern auf.
Durch einen Stein (Bergrutsch ?) bei einer Reise soll er in Himinheiðr (Himmelheide oder Himmelshitze) getötet worden sein. Nach der Historia Norwegiæ soll er jedoch von seinem Bruder Sigvard in Himinherthy ermordet worden sein. Als seine letzte Ruhestätte wird zumeist Anundshög bei Västerås benannt, aber auch der Grabhügel Ströbohögen am Stadtrand von Köping wurde als sein Grab vermutet.
Die Thorsteins saga (Þorsteins saga) Víkingssonar sagt, dass Anund nicht der Sohn von Ingvar, sondern von Östen war. Sie bezieht sich auch darauf, dass er einen Bruder namens Olaf hatte, der der König von Fjordane war. Alle Quellen sagen, dass Anund der Vater von Ingjald Illråde war, dessen Nachkomme in siebenter Generation Harald I. (Norwegen) war.